# Bühler (Eußenheim)
Bühler ist ein Gemeindeteil der Gemeinde Eußenheim im unterfränkischen Landkreis Main-Spessart in Bayern.

## Geographie
Der historische Siedlungskern des Pfarrdorfs liegt am südlichen linksseitigen Talrand des Aschbachs auf 201 m ü. NHN durch den heute die Kreisstraße MSP 1 zwischen den Eußenheimer Gemeindeteilen Münster und Hundsbach verläuft. Jüngere Bebauungen erstrecken sich weiter nach Westen und den Hang des Kloßbergs hinauf oder auch nördlich des Aschbachs. Nördlich in etwa zweieinhalb Kilometer Luftlinienentfernung liegt der Truppenübungsplatz Hammelburg.